# Колга (Риуге)
Колга (ест. Kolga) — село в Естонії, входить до складу волості Риуге, повіту Вирумаа.